# Gatunki domieszkowe
Gatunki domieszkowe - do grupy tej zalicza się drzewa, które występują w składzie gatunkowym drzewostanu w mniejszej ilości i nie pretendują one do roli gatunków głównych. Ich udział w ogólnej masie drzewostanu nie przekracza 10%.
Główną rolą gatunków domieszkowych jest urozmaicenie produkcji leśnej, pełniejszym wykorzystaniu możliwości produkcyjnych siedliska, przyspieszeniu i zwiększeniu produkcji surowca drzewnego. Cel ten osiągnąć można przez wprowadzenie gatunków szybko rosnących tzw. gatunków cennych liściastych. 
Gatunki domieszkowe mogą spełniać swoje zadanie tylko na siedliskach żyznych. Wprowadzenie i występowanie tych gatunków na siedliskach bardziej ubogich sprowadza ich znaczenie do roli gatunków pomocniczych.
Do grupy gatunków domieszkowych zalicza się: grab, klon, brzozę, modrzew, wiąz, lipę i osikę. Z gatunków obcych wykorzystywanych u nas jako domieszka zalicza się: daglezję, żywotnika, i robinię akacjową.